# Саксесс (Арканзас)
Саксесс (англ. Success) — місто (англ. town) в США, в окрузі Клей штату Арканзас. Населення — 98 осіб (2020).

## Географія
Саксесс розташований за координатами 36°27′16″ пн. ш. 90°43′23″ зх. д. / 36.45444° пн. ш. 90.72306° зх. д. (36.454413, -90.723064).  За даними Бюро перепису населення США в 2010 році місто мало площу 0,56 км², уся площа — суходіл.

## Демографія
Згідно з переписом 2010 року, у місті мешкало 149 осіб у 64 домогосподарствах у складі 40 родин. Густота населення становила 265 осіб/км².  Було 81 помешкання (144/км²). 
Расовий склад населення:
| - 97,3 % — білих |

До двох чи більше рас належало 2,7 %. Іспаномовні складали 0,0 % від усіх жителів.
За віковим діапазоном населення розподілялося таким чином: 23,5 % — особи молодші 18 років, 62,4 % — особи у віці 18—64 років, 14,1 % — особи у віці 65 років та старші. Медіана віку мешканця становила 38,9 року. На 100 осіб жіночої статі у місті припадало 88,6 чоловіків;  на 100 жінок у віці від 18 років та старших — 93,2 чоловіків також старших 18 років.
Середній дохід на одне домашнє господарство  становив 34 041 долар США (медіана — 25 000), а середній дохід на одну сім'ю — 35 685 доларів (медіана — 35 208). За межею бідності перебувало 23,7 % осіб, у тому числі 57,1 % дітей у віці до 18 років та 6,3 % осіб у віці 65 років та старших.
Цивільне працевлаштоване населення становило 57 осіб. Основні галузі зайнятості: освіта, охорона здоров'я та соціальна допомога — 26,3 %, виробництво — 24,6 %, транспорт — 19,3 %.